# Henck Arron
Henck Alphonsus Eugène Arron (Paramaribo, 25 d'abril de 1936 - Alphen aan den Rijn, 4 de desembre de 2000) fou un polític i primer ministre surinamès que va tenir un paper important en la independència de Surinam.
Va exercir com a primer ministre des del 24 de desembre de 1973 fins al 25 de febrer de 1980, quan va ser deposat en un cop militar liderat per Dési Bouterse. El 1987, Arron va ser elegit vicepresident del Surinam i va exercir el càrrec fins al Nadal de 1990, quan el govern va ser enderrocat en un altre cop d'estat.
Va morir el 4 de desembre de 2000 a Alphen aan den Rijn, Països Baixos.